# Phạm
Phạm je 5. nejčastější vietnamské příjmení a odhaduje se, že 5 % Vietnamců nese toto příjmení (Vietnamců je přibližně 75 mil., ve USA je Pham 1455. nejčastější příjmení). Má čínský původ (范, mandarínskou výslovností fàn, „včela“, ve vietnamštině však příjmení tento význam nemá, „včela“ je ve vietnamštině ong).

## Významní nositelé příjmení
- Phạm Tuân – první Asiat ve vesmíru a první vietnamský kosmonaut
- Elyzabeth Pham – Miss Wisconsin USA 1999